# Un parfum de sang
Pour plus de détails, voir Fiche technique et Distribution.
Un parfum de sang est un téléfilm français de 2015, réalisé par Pierre Lacan, sur un scénario de lui-même et de Yann Le Gal, diffusé pour la première fois le 30 mai 2015 sur France 3.

## Synopsis
À Grasse, la famille Versini dirige la prestigieuse maison du même nom, spécialisée dans les parfums réalisés de manière naturelle avec des fleurs. À sa tête, Henri Lombard a décidé de confier les rênes  de son entreprise à un jeune nez, Abdel Daral, au détriment de son beau-fils, Éric Versini. Celui-ci encaisse mal son éviction, lui qui, pour sauver l'entreprise, préconisait le rapprochement avec un grand groupe industriel. Un matin, Henri est retrouvé mort. François Constantin est chargé de l'enquête avec son adjoint Yves Legrain, lequel, vingt ans plus tôt, avait déjà enquêté sur le meurtre du premier mari de Madame Versini...

## Distribution[2],[3]
- Anny Duperey : Marie Versini
- Julie de Bona : Élodie Versini
- Alain Doutey : Yves Legrain
- Salim Kechiouche : Abdel Dalab
- Élodie Fontan : Vanessa Versini
- Emmanuel Noblet : Éric Versini
- François Feroleto : François Constantin
- François Dunoyer : Henri Lombard
- Jean-Pierre Becker : Roland Desmoulins
- Franck Sémonin : Alain Versini
- Stéphanie Pareja : Laure Duroy
- Luc Palun : le juge d'instruction
- Naïm Baha : Adbel Dalab, enfant
- Diane Terrier : Élodie Versini, enfant
- Alexandre Fogelmann : le médecin
- David Potelle : le policier
- Laetitia Rosier : la cueilleuse
- Guillaume Gallo : le serveur du café
- Jean-Pierre Gourdain : le touriste
- Virginie Vignolo : le policier scientifique
- Bouchra Fathy : la mère d'Abdel Dalab
- Laurent Lamarre : le gardien de la paix 1
- Florian Gendron : le gardien de la paix 2
- Pierre Michiels : le gardien de la paix 3
- Pascal D'Iverneresse : Maître Guichard

## Fiche technique[3]
- Casting : Gérard Moulevrier
- Chef opérateur : Christophe Legal
- Chef monteuse : Raphaëla Urtin
- Costumes : Cyril Fontaine
- Chef maquilleuse : Emmanuelle Verani
- 1er assistant réalisateur : Patrick Roques
- 2e assistant réalisateur : Céline Crampon
- Assistant réalisateur : Clémence Bernard
- Scripte : Virginie Barbay
- Directeur de production : Pascal Lamargot
- Ingénieur du son : Jean Pourchier
- Musique originale : Stéphane Zidi - Laurent Sauvagnac

## Lieux de tournage
Le tournage a eu lieu pendant trois semaines en novembre et décembre 2014 à Grasse et en région Provence-Alpes-Côte d'Azur, notamment dans la demeure La Renardière.

## Audience
- France : 3,629 millions de téléspectateurs[5](première diffusion) (16.8 % de PDA)